# Schwarzgezähnelter Rettich-Helmling
Der giftige Schwarzgezähnelte Rettich-Helmling (Mycena pelianthina) ist eine Pilzart aus der Familie der Helmlingsverwandten (Mycenaceae). Der Pilz ähnelt dem Gemeinen Rettich-Helmling, hat aber purpurschwarze Lamellenschneiden. Die Fruchtkörper erscheinen von Juni bis Oktober im Laubwald, meist bei Rotbuchen. Der Pilz wird auch Schwarzschneidiger  oder Schwarzgezähnelter Helmling genannt.

## Merkmale

### Makroskopische Merkmale
Der Hut ist 3–6 cm breit, anfangs spitz, dann flacher kegelig bis gewölbt, bald ausgebreitet und bisweilen verbogen. Manchmal trägt der Hut einen stumpfen Buckel. Die hygrophane Oberfläche ist feucht schmierig und grau-violett bis blasslila gefärbt. Trocken ist sie matt und blass beigefarben bis weißlich von der Mitte her aus, behält aber einen violettlichen Ton. Der Hutrand ist feucht grob gerieft und scharf. 
Die breiten und am Grunde aderig verbunden Lamellen sind ausgebuchtet am Stiel angewachsen und laufen mit einem Zahn daran herab. Sie stehen mäßig entfernt und sind grauviolett, ihre Schneiden schwarzpurpurn und unregelmäßig gezähnt. Das Sporenpulver ist weiß. 
Der zylindrische, hohle und meist gerade Stiel ist 4–7 cm lang und 0,2–0,6 cm breit. Er ist beige und hat einen violetten Ton. Die Stielbasis ist striegelig und kann etwas wurzeln. Das dünne, weiße Fleisch riecht und schmeckt rettichartig.

### Mikroskopische Merkmale
Die elliptischen, hyalinen Sporen sind 5–8 µm lang und 2–4 µm breit. Die Zystiden sind spindelig und glatt.

## Artabgrenzung
Der Gemeine Rettich-Helmling (Mycena pura) und der seltene Duftende Rettich-Helmling (Mycena diosma) können recht ähnlich aussehen. Beide haben aber keine dunklen Lamellenschneiden.

## Ökologie
Der Schwarzgezähnelte Rettich-Helmling ist eine Charakterart meso- und kalkreicher Rotbuchen- und Buchen-Tannenwälder. Zusammen mit Rotbuchen kann man ihn auch in entsprechenden Hainbuchen-Eichen und Schatthangwäldern finden. Selten kommt er auch ihn Au- und Bruchwäldern und in Parkanlagen vor. Der Helmling mag gut durchlüftete, frische bis sickerfeuchte Böden, die neutral bis stark alkalisch und nicht zu nährstoffreich sind. Die kalkfordernde Art ist bereits über relativ basisch verwitternden Silikaten wie Feldspat, Glimmer oder Hornblende ziemlich selten. Der saprobiontische Helmling lebt fast ausschließlich auf Rotbuche. In seltenen Fällen findet man ihn auch auf Ahorn, Hainbuche und Haselnuss, sehr selten auch auf Nadelbäumen. Die Fruchtkörper erscheinen einzeln bis gesellig von Juni bis Oktober in der Laubstreu auf mullreichen Böden.

## Verbreitung

Europäische Länder mit Fundnachweisen des Schwarzgezähnelten Rettich-Helmlings
Legende:
grün = Länder mit Fundmeldungen
cremeweiß = Länder ohne Nachweise
hellgrau = keine Daten
dunkelgrau = außereuropäische Länder.

Der Pilz wurde in Nordasien (Mittelasien, Ostsibirien, Japan), Nordamerika (USA, Kanada), Zentralamerika (Costa Rica), Neuseeland, Nordafrika (Algerien, dort unter Eichen) und Europa nachgewiesen.
In der Holarktis ist der Helmling meridional bis subboreal verbreitet. In Europa kommt er hauptsächlich im Rotbuchenareal vor. Im Süden ist er von Spanien bis zur Ukraine verbreitet. Im Westen kommt er in Frankreich, den Niederlanden und Belgien vor. In Großbritannien findet man ihn unter gepflanzten Rotbuchen. Die Art ist in ganz Mitteleuropa verbreitet, aber nirgends sehr häufig. Auch aus Belarus im Osten gibt es Nachweise. Die Nordgrenze der Art ist noch unklar. In Nordnorwegen gibt es Nachweise vom 57. bis zum 69. Breitengrad. Die Art ist hier mit Erlen vergesellschaftet. Daher ist es möglich, dass es sich bei diesen Sippen um eine eigenständige Art oder Unterart handelt.

## Bedeutung
Der Helmling ist giftig.